# لیندال هابز
لیندال هابز (انگلیسی: Lyndall Hobbs؛ زادهٔ ۱۹۵۲) روزنامه‌نگار، کارگردان فیلم و تهیه‌کننده استرالیایی ساکن آمریکا است. او با وجود فعالیت گسترده در دهه ۱۹۷۰ میلادی و دهه ۱۹۸۰ میلادی به مرور کاگردانی را رها کرد و به شغل طراحی داخلی رو آورد. 
هابز که در ملبورن استرالیا زاده شده‌است، در سال ۱۹۷۲ در سن بیست‌سالگی به ایالات متحده آمریکا مهاجرت کرد تا به فعالیت هنری بپردازد. او در اوایل دهه ۱۹۹۰ میلادی با آل پاچینو در ارتباط بود.